# Nordöstliche Gelbschwanzratte
Die auf Sulawesi endemische Nordöstliche Gelbschwanzratte (Rattus xanthurus) ist ein Nagetier in der Gattung der Ratten. Es bildet mit vier anderen Arten der Region die xanthurus-Gruppe. Eine zukünftige Klassifizierung dieser Gruppe als Gattung ist möglich, jedoch besteht keine nähere Verwandtschaft zur Gattung Taeromys.

## Merkmale
Diese große Ratte ist ohne Schwanz 235 bis 260 mm lang, die Schwanzlänge beträgt 293 bis 330 mm und die Hinterfüße sind 45 bis 48 mm lang. Gewichtsangaben fehlen und das oberseitige Fell ist borstig mit eingestreuten schwarzen Deckhaaren und Stacheln. Die anderen Haare erzeugen ein graugelbes Fell, das über die Flanken zur Unterseite heller wird. Namensgebend ist der Schwanz, bei dem mindestens das vordere Drittel schwarz ist, worauf eine gelbliche Spitze folgt. Die auf der Oberseite behaarten Vorder- und Hinterpfoten haben eine dunkelbraune Farbe. Im Fell leben verschiedene Parasiten. Von den paarig angeordneten Zitzen der Weibchen liegen zwei auf der Brust und vier im Leistenbereich. Der diploide Chromosomensatz besteht aus 42 Chromosomen (2n=42).

## Verbreitung und Lebensweise
Die Art lebt im östlichen Teil der nördlichen Halbinsel Sulawesis. Sie hält sich im Flachland und in Gebirgen bis 1000 Meter Höhe auf. Die Nordöstliche Gelbschwanzratte bewohnt feuchte Wälder und besucht Kakao- und andere Plantagen.
Die vermutlich nachtaktiven Individuen bewegen sich vorwiegend auf dem Boden und klettern gelegentlich in Pflanzen. Sie ernähren sich hauptsächlich von Früchten.

## Gefährdung
Der Bestand ist durch die Umwandlung von Wäldern in Ackerland bedroht. Vermutlich werden einige Individuen als Wildfleisch gejagt. Das Verbreitungsgebiet ist zudem stark fragmentiert. Die IUCN listet die Art deshalb in der Vorwarnliste (near threatened). Ein bekanntes Schutzgebiet, in dem die Art vorkommt, ist der Nationalpark Bogani Nani Wartabone.